# Ortiporio
Ortiporio (in corso Ortiporiu) è un comune francese di 127 abitanti situato nel dipartimento dell'Alta Corsica nella regione della Corsica.

## Società

### Evoluzione demografica
Abitanti censiti